# Marta Bechis

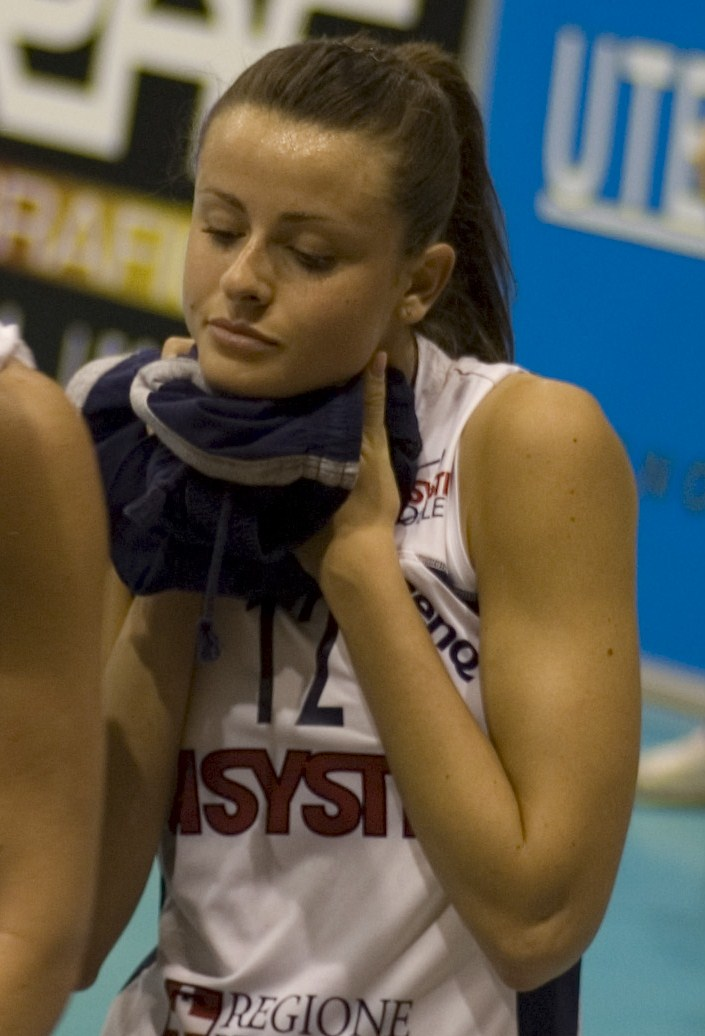
Imagem da jogadora de Vôlei Marta Bechis.

Marta Bechis (nascida em 4 de setembro de 1989) é uma atleta italiana, jogadora profissional de vôlei.
Ela joga pela Seleção Italiana de Voleibol Feminino. Ela participou em Campeonato Mundial de Voleibol Feminino de 2010, e no Grand Prix de Voleibol de 2011.

## Clubes
| Temporada | Equipa                    |
| --------- | ------------------------- |
| 2004-2006 | 2D Lingotto Torino        |
| 2006-2009 | Asystel                   |
| 2009-2010 | Tiboni Urbino             |
| 2010-2012 | Asystel                   |
| 2012-2013 | Chieri Torino             |
| 2013-2014 | Imoco                     |
| 2014-2015 | Legionovia                |
| 2015      | Imoco                     |
| 2015-2018 | San Casciano San Casciano |
| 2018-     | Imoco                     |